# Eugalta chinensis
Eugalta chinensis är en stekelart som beskrevs av Wang och Gupta 1995. Eugalta chinensis ingår i släktet Eugalta och familjen brokparasitsteklar. Inga underarter finns listade i Catalogue of Life.